# 曲尺 (工具)

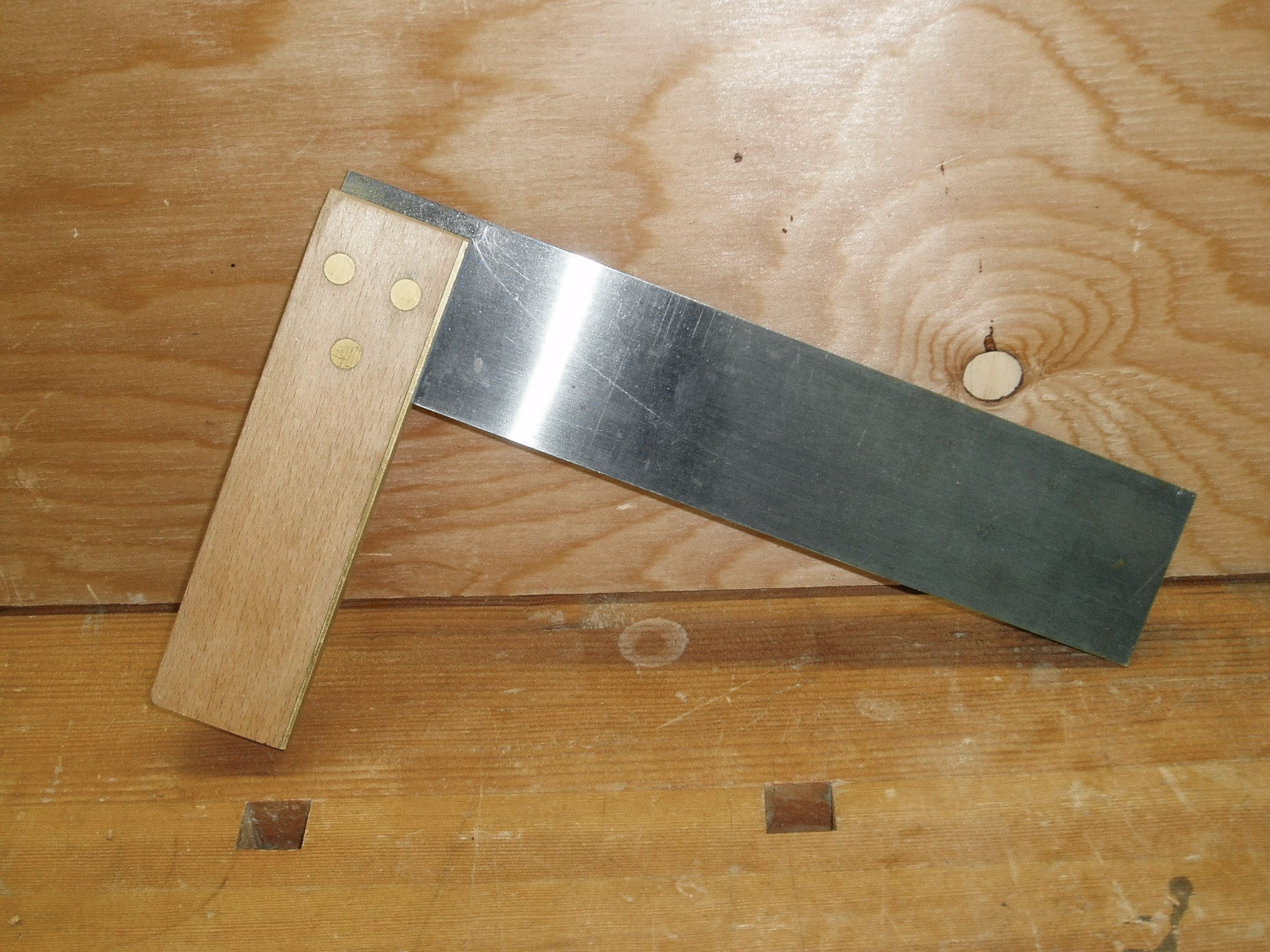

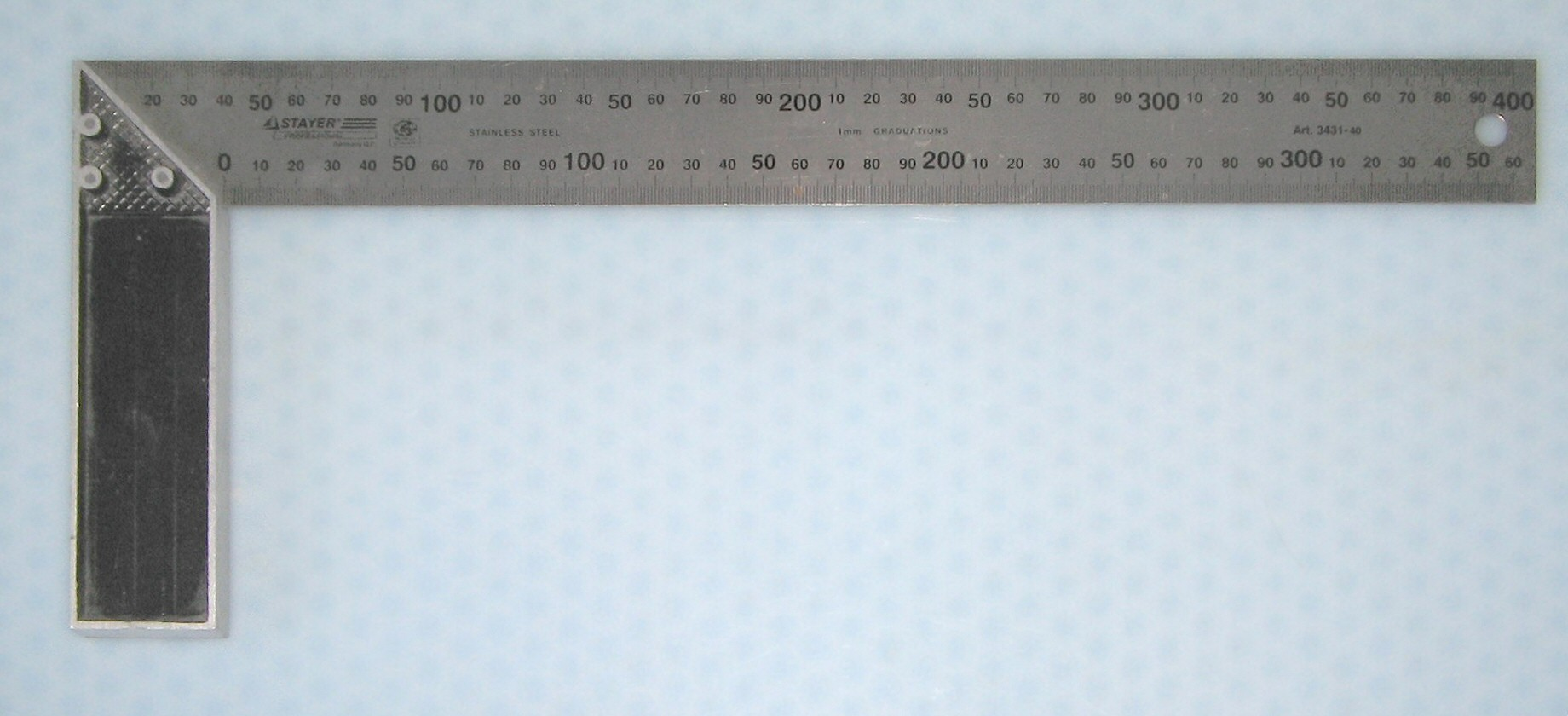
一把有刻度的折尺

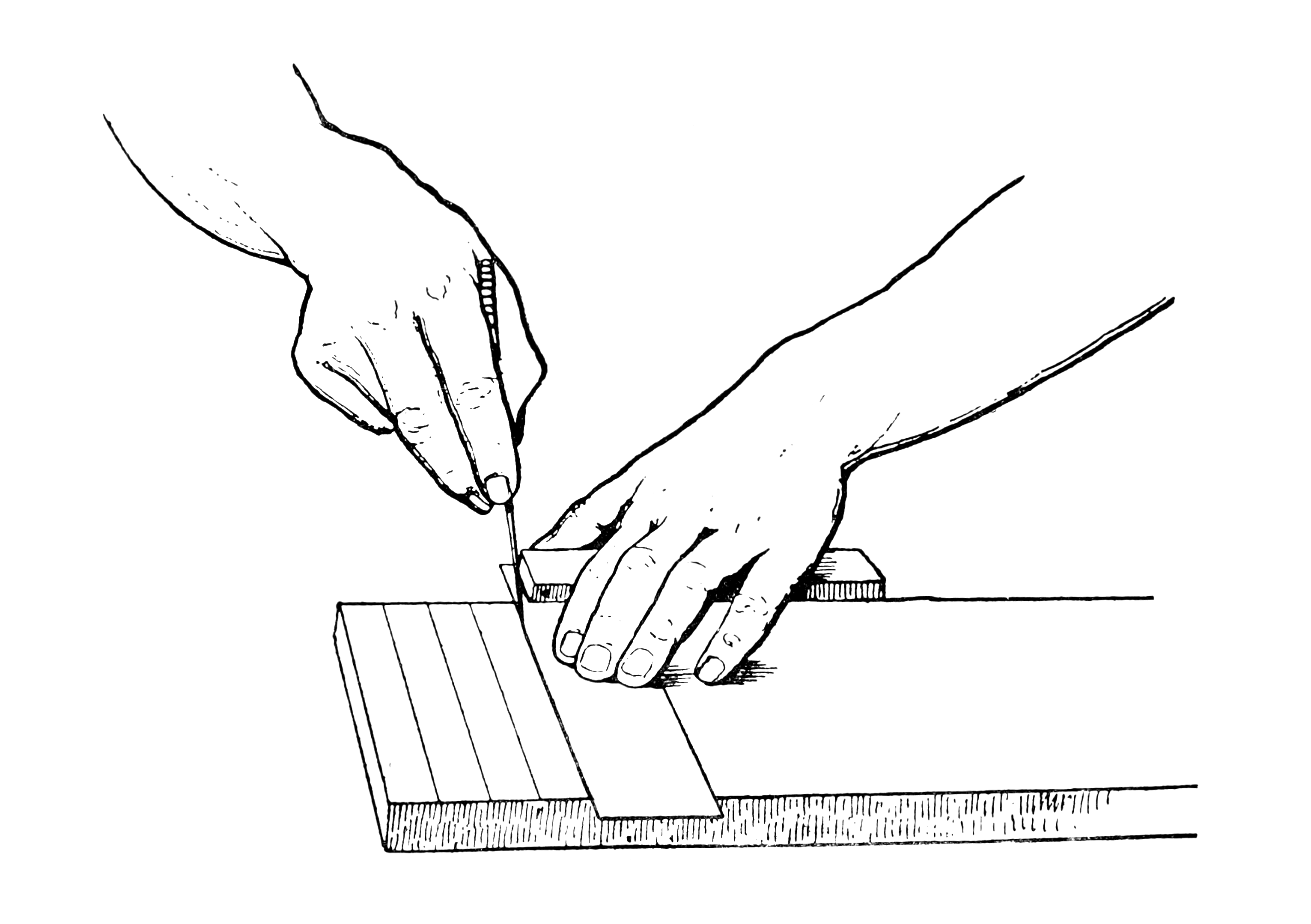
使用角尺標記與邊緣垂直的線。

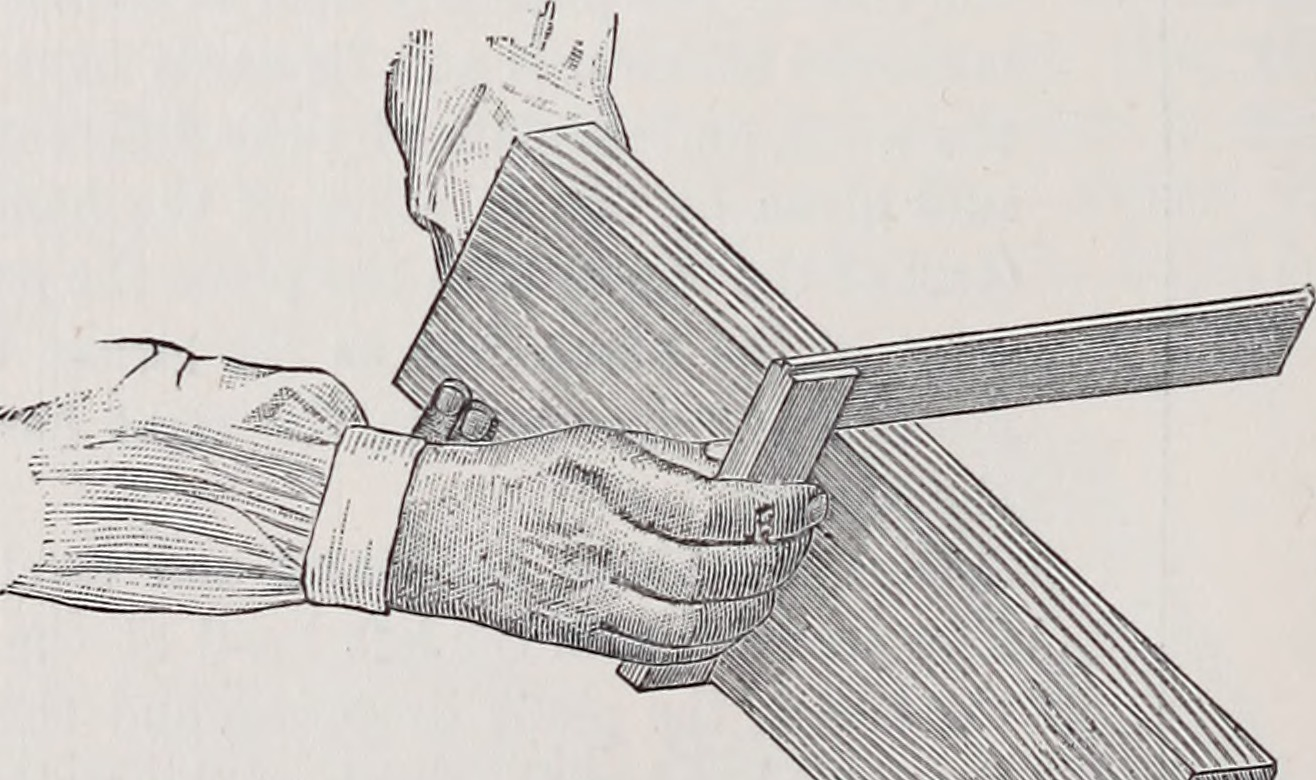
使用角尺檢查木板的整個長度是否為正方形。

曲尺（英語：Try square）是木工或金屬加工工具，一邊長一邊短的直角尺。用於衡量一個標記和一塊木頭 。這個工具的主要用途測量精度直角（90度）的表面。有些角尺上標示公制或英制刻度以方便測量。

## 歷史和象徵意義
木製角尺從古埃及和古羅馬時期就一直留存至今，並且可以在當時的藝術品中看到。從 18 世紀開始，角尺開始在工廠生產，在此之前，角尺通常由工匠自己用木頭製作。有些木工仍在製作自己的角尺。
方形被納入最常見的共濟會標誌—方尺和圓規之中。歷史上，木工（例如細木工和木匠）也使用正方形作為標誌和紋章的符號來代表他們的行業。方形作為一種象徵，也出現在基督教聖徒使徒托馬斯和小雅各的藝術作品中。

## 描述
角尺由兩個主要部分組成：尺身（也稱為橫梁或舌片）和尺柄，它們以 90° 角固定在一起，形成一個“L”形。
刀片通常由木材或鋼材製成，並固定在刀柄上。刀柄通常比刀片厚，由木材、金屬或塑膠製成。刀柄和刀舌通常都採用平行刃口設計。通常情況下，刀片和刀柄的輪廓呈矩形，但有些木製方刀的刀片和刀柄的末端可能會被切割成裝飾性的形狀。有些鋼製刀片上也有刻度尺標記，方便測量。
通常，刀坯的頂部不會覆蓋刀片的整個寬度，因此在做標記時刀坯不會妨礙工作。如果刀片不準確，需要刨平、銼平或打磨，這個間隙也能留出空間。
角尺通常長3至24英寸（76至610）。.3英寸（76 mm）的角尺更適合用於不需要較長角尺的小型工作，例如標記小接縫。典型的通用角尺長度為6至8英寸（150至200）。較大的角尺用於諸如櫥櫃之類的工作，木工更有可能自己製作，但對於此類較大的工作，通常更喜歡使用其他方法。
常見的角尺由鋼製成，尺身較寬，鉚釘在穩定、緻密的熱帶硬木尺柄上，通常是烏木或紅木。尺柄內側通常固定有黃銅條，以減少磨損。
在某些方尺上，原料頂部呈 45°角，因此方尺可用作斜切方尺，用於標記和檢查45°角。
類似類型的角尺是工程師角尺，用於金屬加工和一些木工。其刀片由鋼刀片和鋼坯製成，通常精度更高。
通常將坯料靠在工件邊緣，然後將舌頭的兩側用作直尺來做標記，或作為檢查角度精度的參考。
檢查角度是否垂直時，木工會在工件的多個位置進行測試，或沿著工件的長度方向移動尺。木工可能會將工件舉到燈光下，以便觀察工件和角尺之間的縫隙。另一種方法是嘗試在尺子和工件之間 滑動塞尺。
為了做標記，木工可能會使用鉛筆、鋼筆，或者為了更精確，請使用劃線刀或刀片。

## 準確性
角尺精確度會隨著時間的推移而降低，這既包括日常使用，也包括濫用，例如邊緣磨損、掉落或不當使用。木質尺子也會隨著溫度和濕度的變化而改變。因此，尺寸較穩定的木材，例如桃花心木，更受青睞。
有很多方法可以手工修正不準確的方形。木質刀片可以用手刨和砂紙修正，而金屬刀片可以用銼刀、砂布或砂紙修正。[ 4 ] [ 12 ]